# Mycalesis fulvianetta
Mycalesis fulvianetta är en fjärilsart som beskrevs av Rothschild 1916. Mycalesis fulvianetta ingår i släktet Mycalesis och familjen praktfjärilar. Inga underarter finns listade i Catalogue of Life.